# Варлаков, Иван Иванович
Иван Иванович Варлаков (1789―1830) — русский поэт-сатирик.

## Биография
Из духовного звания. Учился, а затем преподавал историю и географию в Тобольской духовной семинарии. В 1817 году переходит в гражд. службу (секретарь при сибирском почтамте, затем комиссионер Тобольского провиантского депо). В 1819 году журнал «Вестник Евроnы» опубликовал две эпиграммы Варлакова. В 1823 году Варлаков переезжает в Красноярск, где служит в канцелярии губернского совета и, сверх
того, исправляет должность секретаря оспенного комитета.
В «Послании к И. И. К<оновало>ву» поэт с самоиронией говорил о ветхости своего «фрачишки дыроватого». На досуге любил изучать римских классиков, сочетая это занятие с «жизнью почти цинической». В «Вестнике Европы» Варлаков напечатал оригинальную басню «Нож и Оселок» (1819) и ряд остроумных шарад (1820). Однако известность (не ограничивающуюся пределами Сибири) принесли ему расходившиеся в рукописях сатирические стихи, которые не могли быть напечатаны, ибо в них «игра ума и насмешки не стесняются никакими приличиями». Эти не дошедшие до нас произведения «сибирского Баркова» отличались, незаурядным умением подмечать предрассудки и смешные стороны общества. Варлаков был участником красноярской литературной группы (А. П. Степанов, А. К. Кузьмин, И. М. Петров и др.), издавшей «Енисейский альманах на 1828 г.» (М., 1828), в котором помещено стихотворение Баркова «Счастливая жизнь».